# Stratonike av Syrien

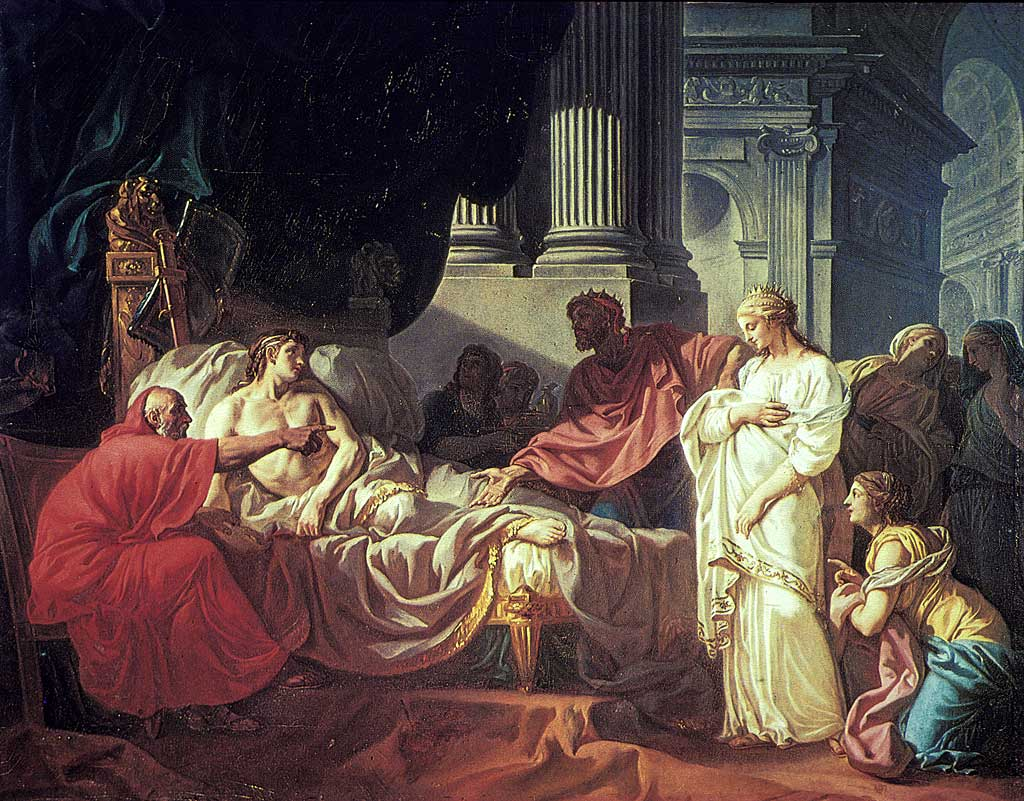
Antiochos och Stratonice av Jacques-Louis David, 1774.

Stratonike av Syrien, född ca 317, död 254 f.Kr., var drottning av det seleukidiska riket under perioderna 300–294 f.Kr. samt 281–261 f.Kr. Hon var först gift med seleukiderrikets grundare Seleukos I, och därefter med sin före detta styvson Antiochos I. Hon är främst känd för historien om hur hennes styvson förälskade sig i henne, och hur hennes make därefter avstod från henne för att bota sin sons kärlekssjuka.
Stratonike var dotter till kung Demetrios I Poliorketes och Fila, dotter till Antipatros. Omkring år 300 blev hon bortgift med kung Seleukos I Nikator i hans andra äktenskap. Bröllopet skedde i Rhosus på Pieriska kusten, då hon antas ha varit omkring sjutton år gammal. Paret tycks trots skillnaden i ålder ha varit lyckligt, och de fick en dotter.
Hennes styvson kronprins Antiochos blev förälskad i henne, något som kom till hennes makes vetskap. Detta har traditionellt framställts som om Antiochos blev fysiskt sjuk av ouppfylld kärlek, och att fadern fick veta om förälskelsen då han undrade vad som kunde göras få att få honom frisk. För att undvika att tvingas avrätta sin son för förräderi, lät han år 293 f.Kr skilja sig från Stratonike och gifte därefter bort henne med sonen. Officiellt framställde han det som om sonen agerade på hans egen befallning snarare än som om han gav efter för sin sons önskan. Seleukos utnämnde sedan sin son till guvernör för de östliga provinserna, och Stratonike bosatte sig därefter med Antiochos i Babylon. Paret tycks ha varit lyckligt och fick fem barn. De efterträdde Seleukos vid hans död 281 f.Kr. 
Staden Stratonikea i Karien namngavs efter henne, antingen under Seleukos eller Antiochos regeringstider.

## Barn
Med Seleukos I Nikator:
1. Fila, drottning av Makedonien

Med Antiochos I Soter:
1. Seleukos
2. Laodike
3. Apama II, drottning av Kyrene
4. Stratonike, drottning av Makedonien
5. Antiochos II Theos

### Fotnoter
1. ↑  Seleucus, Realnyj slovar klassitjeskich drevnostej po Ljubkeru.[källa från Wikidata]
2. 1 2  Smith, William (1844). Dictionary of Greek and Roman biography and mythology. London : Taylor and Walton, etc. http://archive.org/details/b29350281_0003. Läst 17 oktober 2020